# Eupatorium grisebachianum
Eupatorium grisebachianum là một loài thực vật có hoa trong họ Cúc. Loài này được Alain mô tả khoa học đầu tiên năm 1960.